# آيت حديدو والزاوية (زاوية سيدي حمزة)
آيت حديدو والزاوية هي إحدى مشيخات المملكة المغربية، تتبع جغرافيا لإقليم ميدلت وإداريًا لزاوية سيدي حمزة. يقدر عدد سكانها بـ 127 نسمة حسب الإحصاء الرسمي للسكان والسكنى لسنة 2004.